# Wonokerso (Kandeman)
Wonokerso is een bestuurslaag in het regentschap Batang van de provincie Midden-Java, Indonesië. Wonokerso telt 2961 inwoners (volkstelling 2010).